# Born Villain
Born Villain este cel de-al optulea album de studio al trupei de rock american Marilyn Manson, lansat pe 25 aprilie 2012 de Cooking Vinyl și de casa de discuri independente Marilyn Manson Hell etc. . A fost prima lansare a trupei de la plecarea lui Ginger Fish, care a fost bateristul lor din 1995, și a fost singurul album care l-a avut pe Fred Sablan . Albumul a fost co-produs de vocalistul eponim al trupei alături de fostul membru Nine Inch Nails, Chris Vrenna.   
Primul single, „ No Reflection ”, a câștigat trupei cea de-a patra nominalizare la premiile Grammy și a continuat să devină cel mai interpretat single al US Mainstream Rock Chart, de la cover-ul „ Personal Jesus ”, în 2004. „ Slo-Mo-Tion ” a fost lansat ca al doilea single, deși un videoclip a fost lansat ulterior pentru „ Hey, Cruel World. . . " . Albumul a fost precedat de un scurtmetraj suprarealist, intitulat Born Villain .  

## Lansare și opere de artă

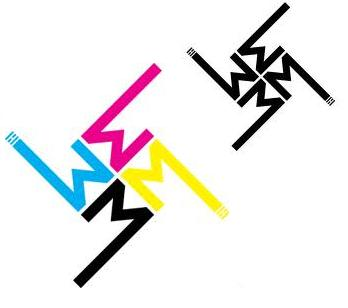
Logo-ul trupei pentru albumul Born Villain

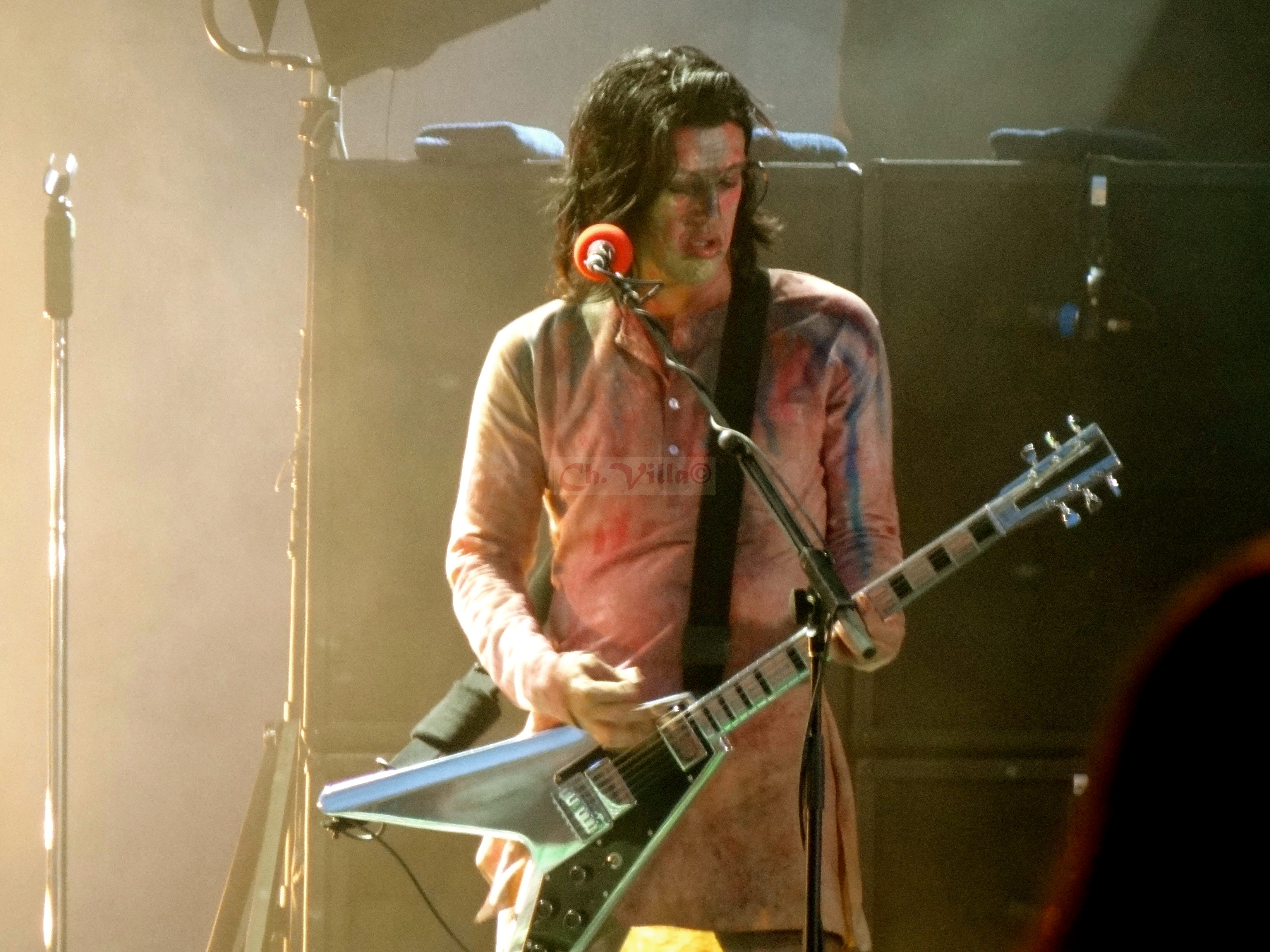
Twiggy cantand în timpul „ Hey Cruel World... Tour“.

## Listă de piese
Toate versurile sunt scrise de Marilyn Manson, except "You're So Vain" by Carly Simon. 
| Born Villain – Standard edition |                                            |         |  |
| Nr.                             | Titlu                                      | Lungime |  |
| 1.                              | „Hey, Cruel World...”                      | 3:44    |  |
| 2.                              | „No Reflection”                            | 4:36    |  |
| 3.                              | „Pistol Whipped”                           | 4:10    |  |
| 4.                              | „Overneath the Path of Misery”             | 5:18    |  |
| 5.                              | „Slo-Mo-Tion”                              | 4:24    |  |
| 6.                              | „The Gardener”                             | 4:39    |  |
| 7.                              | „The Flowers of Evil”                      | 5:19    |  |
| 8.                              | „Children of Cain”                         | 5:17    |  |
| 9.                              | „Disengaged”                               | 3:25    |  |
| 10.                             | „Lay Down Your Goddamn Arms”               | 4:13    |  |
| 11.                             | „Murderers Are Getting Prettier Every Day” | 4:18    |  |
| 12.                             | „Born Villain”                             | 5:26    |  |
| 13.                             | „Breaking the Same Old Ground”             | 4:27    |  |
| 14.                             | „You're So Vain” (feat. Johnny Depp)       | 4:02    |  |
| Lungime totală:                 | Lungime totală:                            | 63:25   |  |

| Born Villain – Japanese bonus track |                              |         |  |
| Nr.                                 | Titlu                        | Lungime |  |
| 15.                                 | „No Reflection” (Radio Edit) | 3:31    |  |
| Lungime totală:                     | Lungime totală:              | 66:56   |  |

| Born Villain – iTunes edition |                               |         |  |
| Nr.                           | Titlu                         | Lungime |  |
| 15.                           | „No Reflection” (Music Video) | 3:29    |  |
| Lungime totală:               | Lungime totală:               | 66:54   |  |

## Istoricul lansărilor
| Regiune       | Data            | Format   | Eticheta             | Catalog nr.    | Ref.  |
| ------------- | --------------- | -------- | -------------------- | -------------- | ----- |
| Japonia       | 25 aprilie 2012 | CD LP DI | Victor Entertainment | VICP-65058     |       |
| Germania      | 27 aprilie 2012 | CD LP DI | Vertigo Berlin       | B007JPE14K     | [ 3 ] |
| Scandinavia   | 27 aprilie 2012 | CD LP DI | Cookiing vinil       | COOKCD / LP554 | [ 4 ] |
| Irlanda       | 29 aprilie 2012 | CD LP DI | Cookiing vinil       | COOKCD / LP554 | [ 5 ] |
| Regatul Unit  | 30 aprilie 2012 | CD LP DI | Cookiing vinil       | COOKCD / LP554 | [ 6 ] |
| Canada        | 1 mai 2012      | CD LP DI | Dine Alone Records   | DA059          | [ 7 ] |
| Olanda        | 1 mai 2012      | CD LP DI | V2 Records           | 0711297495416  | [ 8 ] |
| Statele Unite | 1 mai 2012      | CD LP DI | Cooking vinil        | COOKCD / LP554 |       |
| Australia     | 4 mai 2012      | CD LP DI | Cooking vinil        | COOKCD / LP554 | [ 9 ] |